# Mrs. America (miniserie)
Mrs. America is een Amerikaanse historische miniserie geproduceerd door FX en oorspronkelijk uitgezonden op de streamingdienst FX on Hulu. De regie was in handen van een vijftal regisseurs, Anna Boden en Ryan Fleck, Amma Asante, Laure de Clermont-Tonnerre en Janicza Bravo.
De serie geeft de politieke roering weer rondom de invoering van het amendement voor gelijke rechten in de Verenigde Staten in de jaren '70 en de opmerkelijke reactie hierop vanuit conservatieve kring.
De cast is groot en gemêleerd en bestaat uit onder meer Cate Blanchett, Rose Byrne, Uzo Aduba, Elizabeth Banks, Margo Martindale, John Slattery, Tracey Ullman en Sarah Paulson. Deze negendelige serie ging in de Verenigde Staten in première op 15 april 2020 en kreeg daar lovende kritieken.

## Premisse
Mrs. America is een drama dat losjes is gebaseerd op het verhaal van de beweging die ervoor streed het amendement voor gelijke rechten te ratificeren. Het onverwachte verzet hiertegen van de conservatieve activist Phyllis Schlafly (Blanchett) en haar achterban zet deze emancipatiestrijd op scherp. Bezien door de ogen van vrouwen uit die tijd – zowel Schlafly enerzijds als prominente feministen anderzijds, waaronder Gloria Steinem, Betty Friedan, Shirley Chisholm, Bella Abzug en Jill Ruckelshaus – belicht de serie hoe een van de ‘slagvelden’ in de cultuuroorlogen van de jaren zeventig de opmaat werd voor het ontstaan van de Moral Majority en daarmee het Amerikaanse politieke landschap permanent veranderde.
Aan elke aflevering gaat een boodschap vooraf, waarin wordt aangegeven dat sommige scènes en personages fictief zijn ten behoeve van de creatieve vrijheid.

## Cast en personages

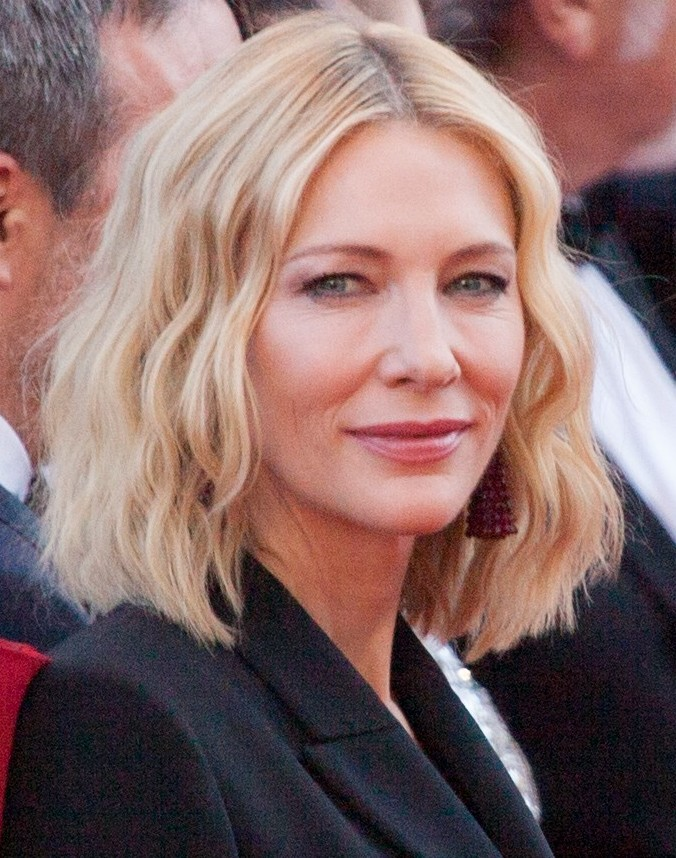
Cate Blanchett
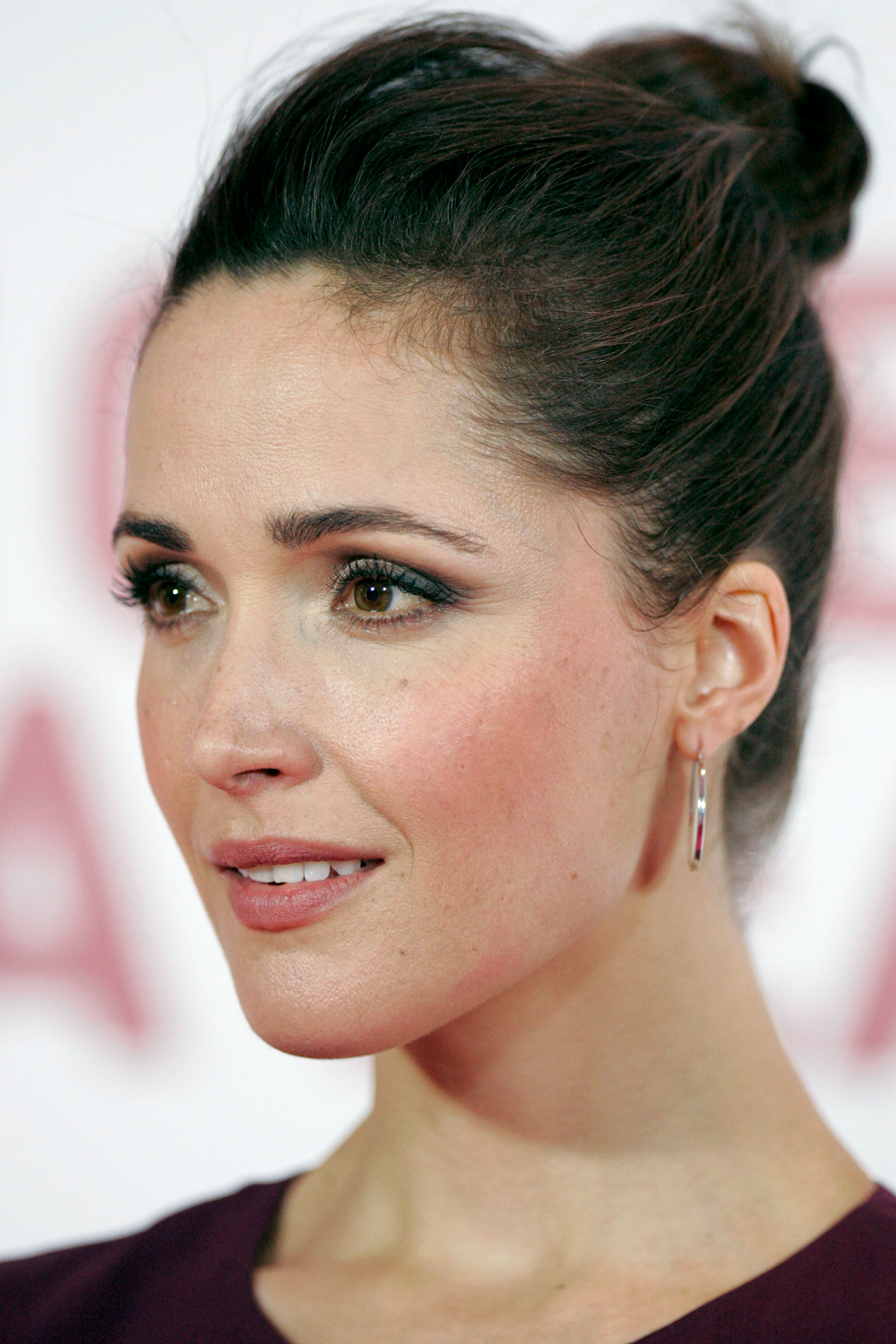
Rose Byrne
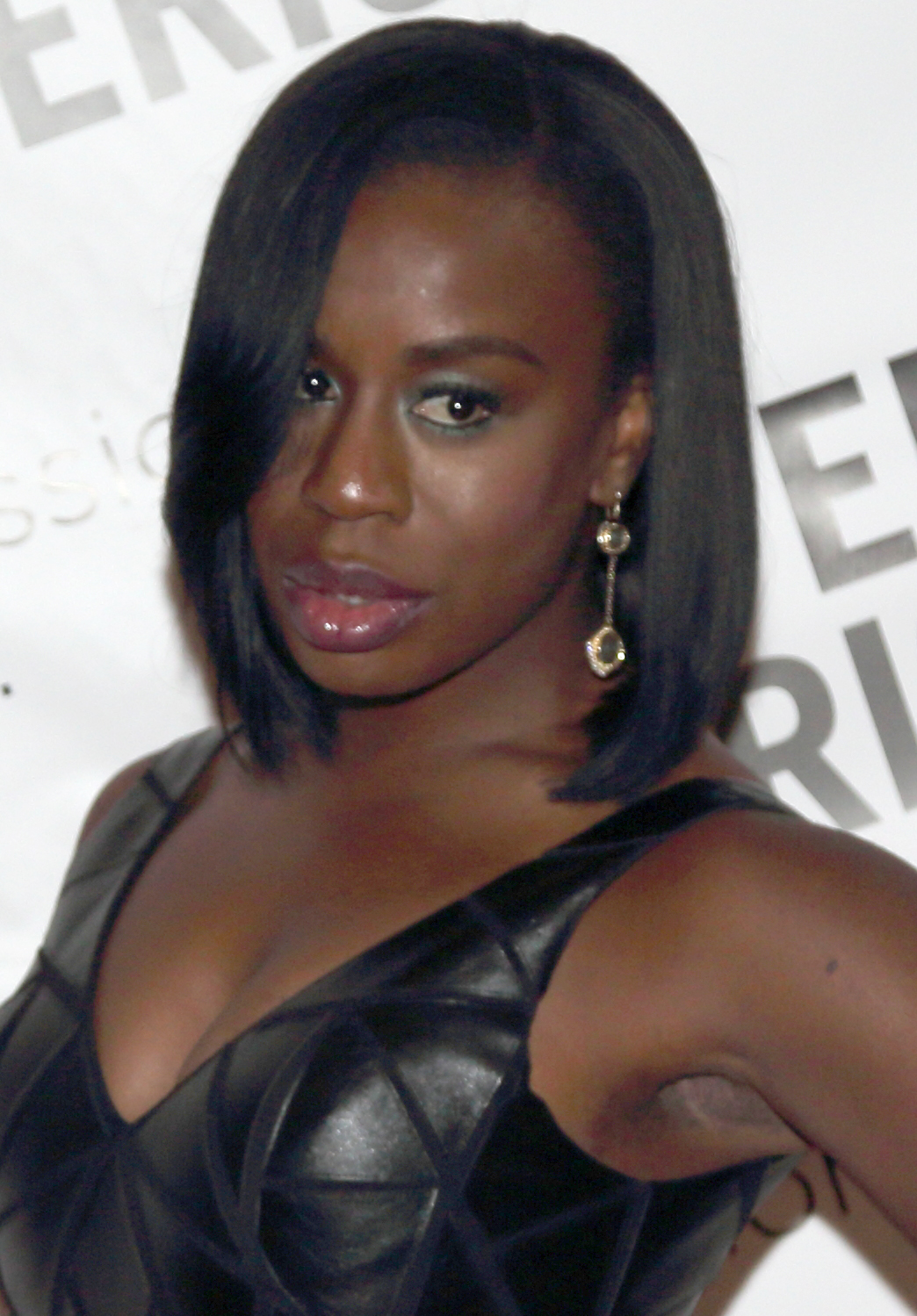
Uzo Aduba
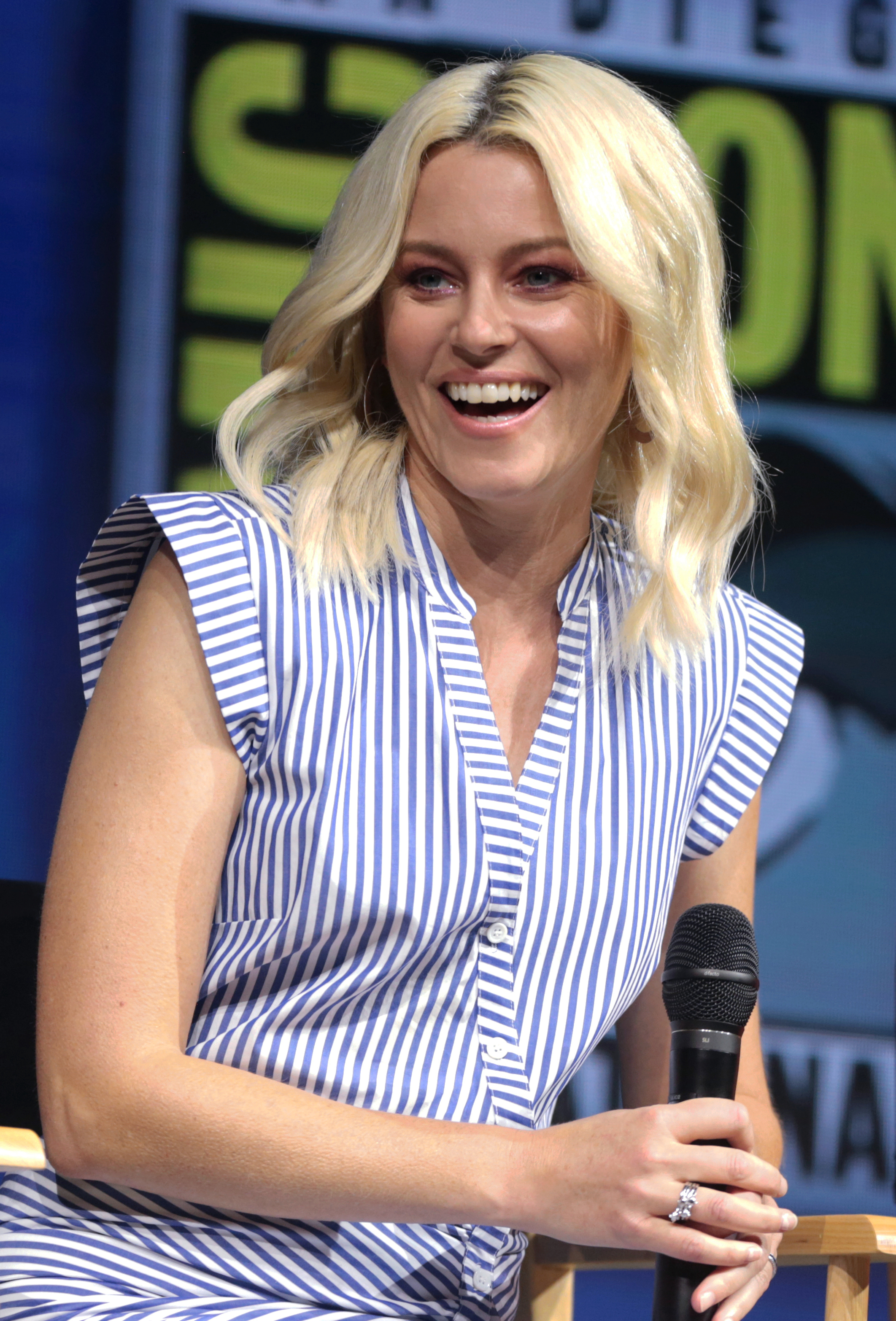
Elizabeth Banks
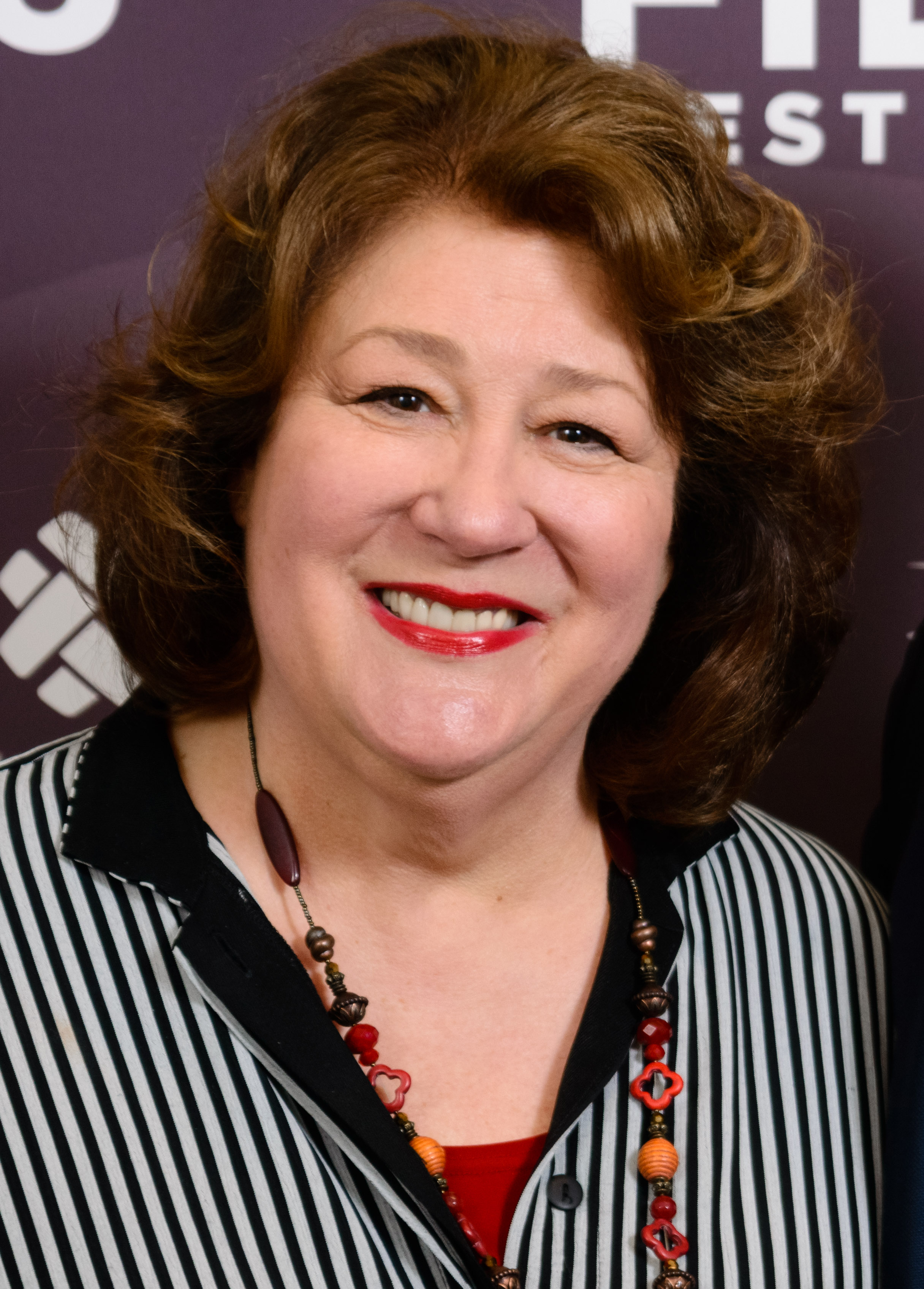
Margo Martindale
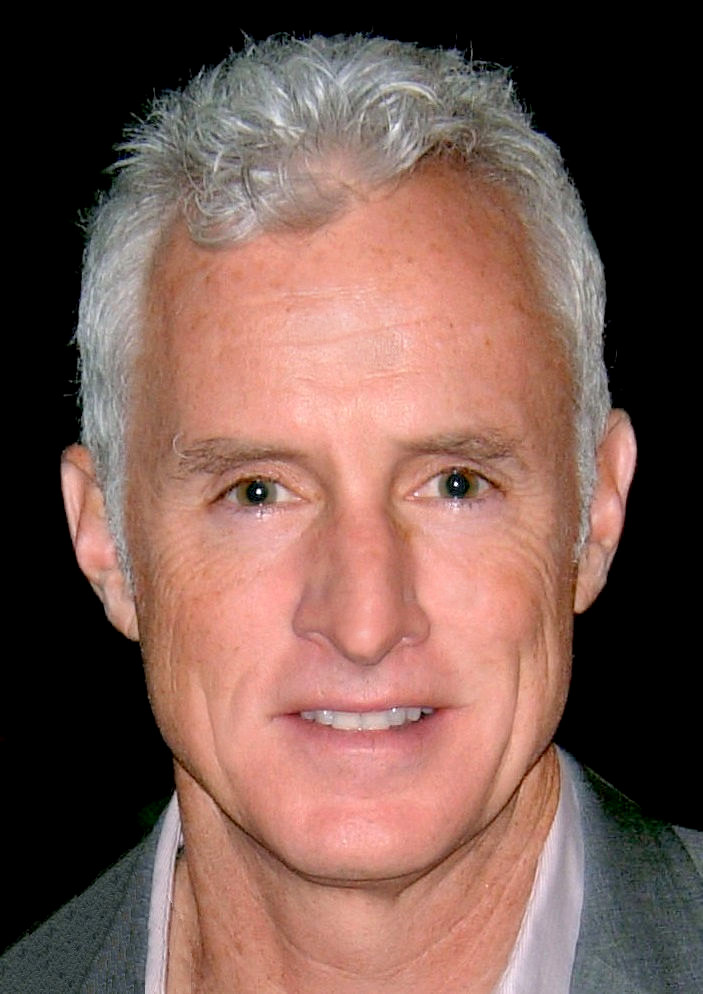
John Slattery
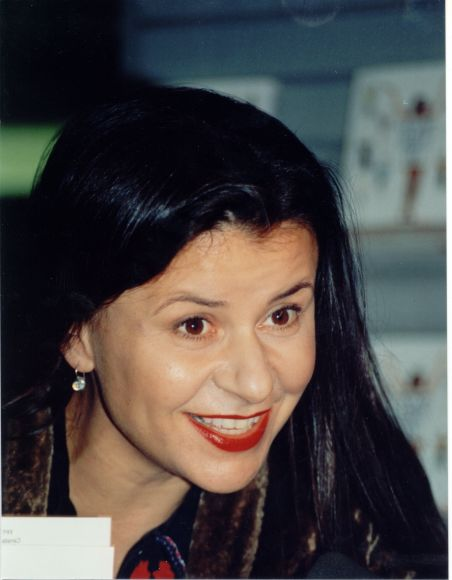
Tracey Ullman
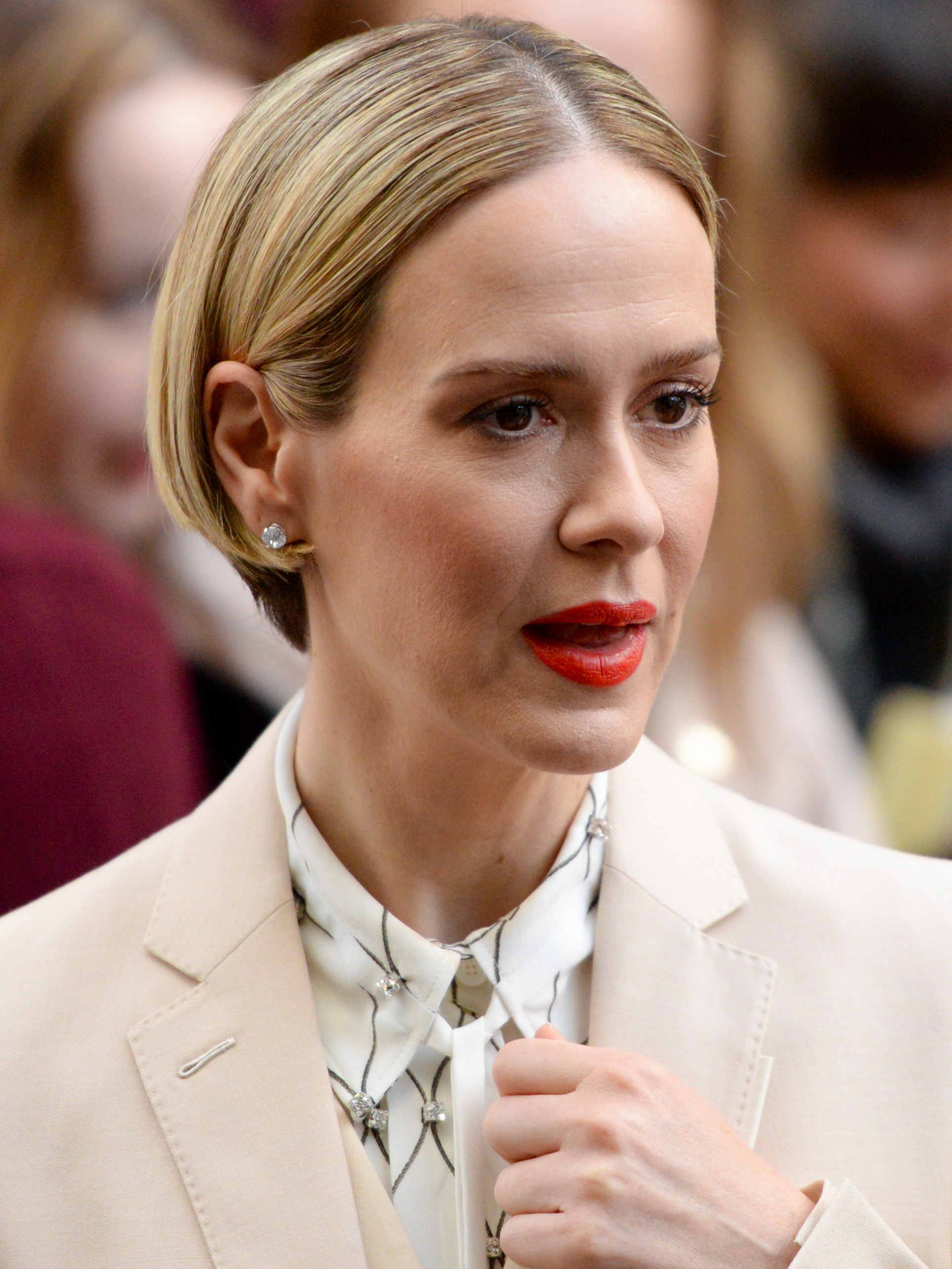
Sarah Paulson

### Hoofdpersonen

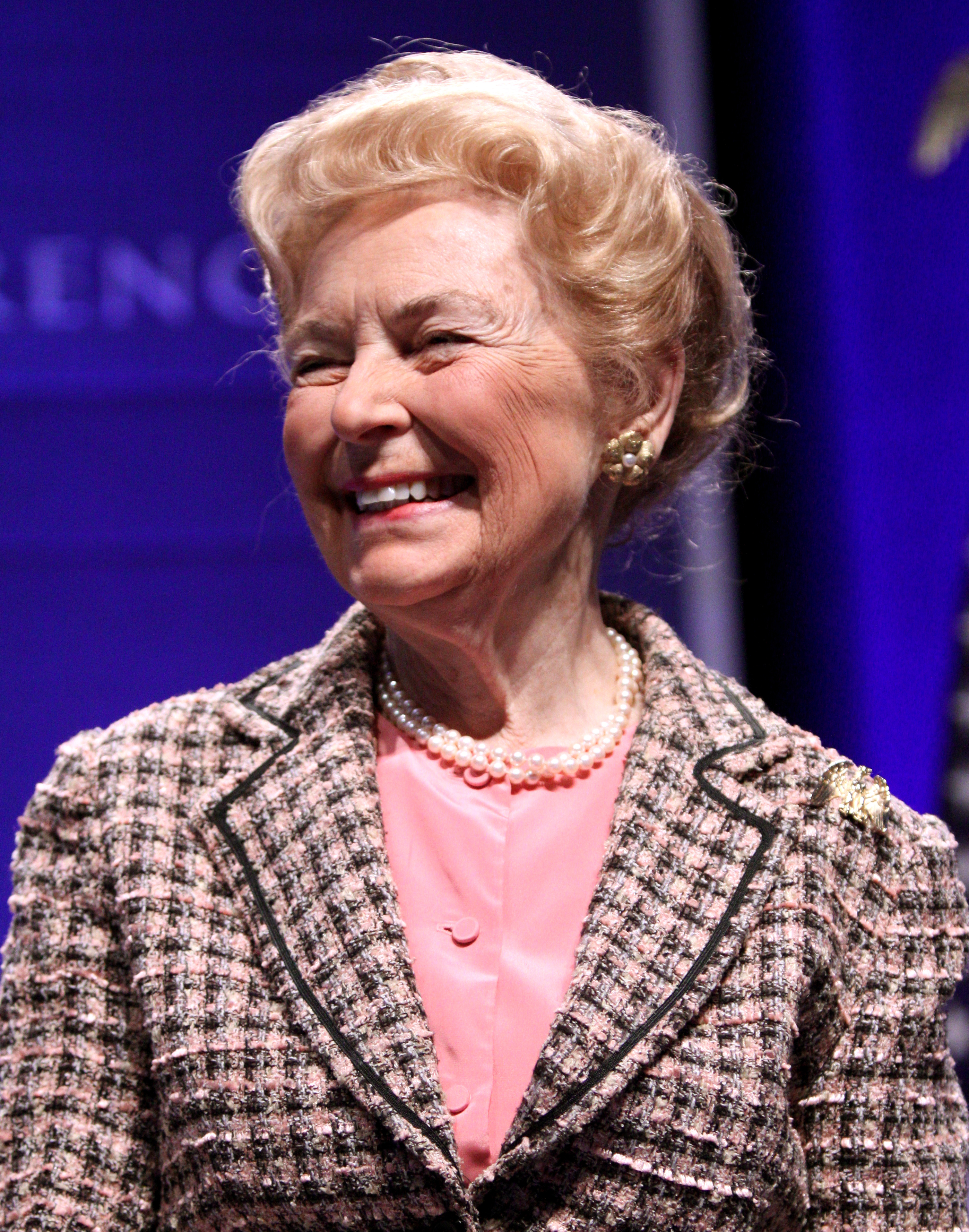
Phyllis Schlafly

- Cate Blanchett als Phyllis Schlafly, een vooraanstaand conservatief activist, advocaat en politiek lobbyist die de "STOP ERA"-campagne en de conservatieve belangenorganisatie het Eagle Forum oprichtte.
- Rose Byrne als Gloria Steinem, een vooraanstaand feminist, journalist en sociaal-politiek activist die mede-oprichter was van het National Women's Political Caucus en van Ms.-magazine.
- Uzo Aduba als Shirley Chisholm, politicus, leraar en auteur. Zij was de eerste Afro-Amerikaanse die voor de kandidatuur voor president van de Verenigde Staten in aanmerking kwam vanuit een grote partij en een van de eerste twee vrouwen die zich kandidaat stelde voor die nominatie namens de Democratische Partij.
- Elizabeth Banks als Jill Ruckelshaus, een Republikeins feministisch activist, mede-oprichter van NOW en de National Women's Political Caucus en hoofd van de White House Office of Women's Programmes.
- Kayli Carter als Pamela, een fictief samengesteld personage; een jonge huisvrouw en lid van Schlafly's "STOP ERA"-campagne.
- Ari Graynor als Brenda Feigen, een feministisch activist en advocaat, de National Legislative Vice President for the National Organization for Women (NOW).
- Melanie Lynskey als Rosemary Thomson, een conservatief activist, lid van de "STOP ERA"-campagne en hoofd van Schlafly's Eagle Foundation.
- Margo Martindale als Bella Abzug, een Amerikaans congreslid en prominent feministisch activist, mede-oprichter van NOW en de National Women's Political Caucus en leider van de nationale adviescommissie voor vrouwen van president Carter.
- John Slattery als Fred Schlafly, de echtgenoot van Phyllis; een rijke advocaat, conservatief activist en vurig anticommunist.
- Jeanne Tripplehorn als Eleanor Schlafly, de schoonzus van Phyllis; een conservatief activist en bondgenoot van de "STOP ERA"-campagne.
- Tracey Ullman als Betty Friedan, een prominent feministisch activist, auteur van The Feminine Mystique en mede-oprichter van NOW en de National Women's Political Caucus.
- Sarah Paulson als Alice Macray, een fictief samengesteld personage bedoeld om de conservatieve vrouwen te vertegenwoordigen die Schlafly's "STOP ERA"-campagne volgden; een huisvrouw en vriendin van Phyllis.[6]

### Terugkerende acteurs
- Niecy Nash als Flo Kennedy, een advocaat, feminist en voorvechter van burgerrechten die mede-oprichter was van de National Women's Political Caucus.
- James Marsden als Phil Crane, een Republikeins politicus, Amerikaans congreslid en bondgenoot van de "STOP ERA"-campagne.
- Olivia Scriven als Liza Schlafly, de oudste dochter van Phyllis en Fred Schlafly.
- Bria Henderson als Margaret Sloan-Hunter, een feminist en voorvechter van burgerrechten en redacteur van Ms.-magazine.
- Jay Ellis als Franklin Thomas, een advocaat en zakenman die een relatie heeft met Gloria Steinem.
- John Bourgeois als George McGovern, een Amerikaans senator en de presidentskandidaat van de Democratische Partij bij de presidentsverkiezingen van 1972.
- Ben Rosenfield als John Schlafly, zoon en oudste kind van Phyllis en Fred Schlafly, een homoseksueel die nog ‘in de kast zit’.
- Jake Lacy als John Stanley Pottinger, een politicus en assistent-procureur-generaal van de Civil Rights Division.
- Cindy Drummond als Lottie Beth Hobbs, een evangelisch conservatief activist en auteur, lid van "STOP ERA" en Eagle Forum.
- Annie Parisse als Midge Costanza, een sociaal en feministisch activist en adviseur van president Carter.
- Melissa Joyner als Audrey Rowe Colom, een feminist en burgerrechtenactivist en voorzitter van de National Women's Political Caucus.
- Teresa Pavlinek als Ann Patterson, een conservatieve huisvrouw en lid van de "STOP ERA"-campagne.
- Andrea Navedo als Carmen Delgado Votaw, een burgerrechtenactivist en mede-voorzitter van de Nationale Adviescommissie voor Vrouwen.
- Melinda Page Hamilton als Mary Frances, een conservatieve huisvrouw en voorzitter van de afdeling Louisiana van de "STOP ERA"-campagne.
- David Eisner als Martin Abzug, de echtgenoot van Bella Abzug.
- Marcia Bennett als Odile Stewart, de moeder van Phyllis Schlafly.
- Novie Edwards als Willie B. Reed, de huishoudster van de familie Schlafly.
- Brendan Cox als Bruce Schlafly, zoon van Phyllis en Fred Schlafly.

### Gastrollen
- Norm Lewis als Ron Dellums, een Amerikaans congreslid en vriend van Shirley Chisholm.
- Adam Brody als Marc Feigen-Fasteau, auteur, advocaat en activist en de echtgenoot van Brenda Feigen.
- Bobby Cannavale als Tom Snyder, een tv-persoonlijkheid en de presentator van The Tomorrow Show.
- Josh Hamilton als William Ruckelshaus, een Republikeins politicus en de echtgenoot van Jill Ruckelshaus.
- Tara Nicodemo als Ruth Bader Ginsburg, een prominente advocaat en mede-oprichter van de Women's Rights Law Reporter en het ACLU Women's Rights Project.
- Roberta Colindrez als Jules, een fotograaf die een buitenechtelijke relatie heeft met Brenda Feigen.
- Miriam Shor als Natalie Gittelson, redacteur van tijdschrift Harper's Bazaar en de beste vriendin van Betty Freidan.
- Julie White als Bar Woman, een ERA-supporter die Alice ontmoet op de Nationale Vrouwenconferentie van 1977.
- Dan Beirne als Hamilton Jordan, politicus en stafchef van president Carter.

## Afleveringen
| Aflevering | Titel                          |
| ---------- | ------------------------------ |
| 1          | Phyllis                        |
| 2          | Gloria                         |
| 3          | Shirley                        |
| 4          | Betty                          |
| 5          | Phyllis & Fred & Brenda & Marc |
| 6          | Jill                           |
| 7          | Bella                          |
| 8          | Houston                        |
| 9          | Reagan                         |

## Productie
Mrs. America is bedacht en mede geschreven door Emmy Award winnaar Dahvi Waller, de Canadese die eerder schreef voor televisieprogramma’s als Mad Men en Halt and Catch Fire. John Landgraf, hoofd van FX, was geïnteresseerd geraakt in de herwaardering van historische gebeurtenissen "ingebed in het collectieve bewustzijn van Amerika", nadat Ryan Murphy de plot van American Crime Story had geschreven. Landgraf ziet de weergave van de strijd rond het amendement voor gelijke rechten in Mrs. America als "rechtstreeks van invloed op het politieke klimaat waarin we ons vandaag bevinden".
Waller besefte tijdens haar literatuuronderzoek dat de VS, met betrekking tot gelijke rechten, de afgelopen 50 jaar minder vooruitgang hadden geboekt dan zij aanvankelijk dacht. Mrs. America dient volgens haar 'als een oorsprongsverhaal van de hedendaagse cultuuroorlogen – je kunt een directe lijn trekken van 1970 tot vandaag via Phyllis Schlafly en begrijpen hoe we zo'n verdeelde natie zijn geworden'. Cate Blanchett, zowel uitvoerend producent als hoofdrolspeler, noemde de actualiteit van de serie. "In het ontwikkelingsproces van de serie – vergelijkbaar met Roe v. Wade – rezen er herhaaldelijk vragen als 'Is dit echt relevant? Hebben we hier echt een hele aflevering over nodig?' Het leek erop dat elke dag in dit proces, zeker tijdens het filmen, en met de huidige discussie in de staat Virginia op de achtergrond, over het ERA werd gedebatteerd, het leek wel Groundhog Day; de letterlijke discussies uit 1971 en 1972 die we voerden tijdens de voortgang van de serie, doken voortdurend op in de media."
Waller wilde ook het begin van intersectioneel feminisme binnen de serie benadrukken via het personage Shirley Chisholm, gespeeld door Uzo Aduba. Chisholm was zowel de eerste Afro-Amerikaanse, als de eerste vrouw in de geschiedenis die zich kandidaat stelde voor het presidentschap van de Verenigde Staten. "Een van de geweldige dingen van deze periode is dat je veel dingen hebt zien ontstaan, waaronder intersectioneel feminisme en LGBTQ-rechten. In aflevering 3, Shirley, sta je echt aan de wieg van het intersectioneel feminisme en dat is een rommelig begin. Ik denk dat de vrouwenbeweging in deze periode werkelijk groeide en lessen leerde."
De eerste officiële beelden van de serie zijn uitgebracht op 6 augustus 2019. In november 2019 werd aangekondigd dat de show in première zou gaan op Hulu in plaats van bij FX, als onderdeel van "FX on Hulu" en op 15 april 2020 in première zou gaan, zoals in januari 2020 wereldkundig is gemaakt.

### Casting
Cate Blanchett was al vroeg aangekondigd als de ster van deze serie. In mei 2019 werden Uzo Aduba, Rose Byrne, Kayli Carter, Ari Graynor, Melanie Lynskey, James Marsden, Margo Martindale, Sarah Paulson, John Slattery, Jeanne Tripplehorn en Tracey Ullman aan de lijst toegevoegd. En in juni 2019 is Elizabeth Banks gecast als hoofdrolspeler, terwijl Bria Hendersons personage zou terugkeren in een andere aflevering. Niecy Nash werd in augustus in een ‘terugkerende’ rol gecontracteerd, Olivia Scriven in oktober.

### Opnamen
Het grootste deel van de serie werd van 19 juni tot 1 november 2019 in Toronto, Ontario geschoten.

### Muziek
De filmmuziek is samengesteld door de Amerikaanse componist Kris Bowers. Het intro, "A Fifth of Beethoven", werd gekozen door music supervisor Mary Ramos, omdat "het beide kanten van het verhaal vertegenwoordigt. Phyllis en haar conservatieve vrienden luisteren meestal naar klassieke muziek, dus dat wordt, gecombineerd met de sexiness en vrijheid van de feministen, allemaal belichaamd door één nummer – de discoversie van Beethovens Vijfde."
De serie bevat ook veel hits uit de jaren '70, waaronder nummers van Donna Summer, Burt Bacharach, The Kinks, Linda Ronstadt en The Runaways.

## Première
De eerste drie afleveringen gingen op 15 april 2020 in première op Hulu onder het FX on Hulu-label. In Australië ging de serie online op 21 april 2020 op het Fox Showcase-netwerk van Foxtel. In het Verenigd Koninkrijk werd de serie uitgezonden op BBC Two en is vanaf 8 juli 2020 beschikbaar voor streaming op de BBC iPlayer.

## Ontvangst

### Kritieken
Mrs. America kreeg lovende kritieken. Op Rotten Tomatoes heeft de miniserie een waardering van 96%, met een gemiddelde beoordeling van 8,8. "Mrs. America legt het gecompliceerde leven en de tijden van Phyllis Schlafly evenwichtig en stijlvol vast, dit is tot leven gebracht door een fantastisch ensemble, aangevoerd door wederom een meesterlijk optreden van Cate Blanchett." Op Metacritic krijgt de serie een gemiddelde score van 87 van de recensenten, aangeduid met de woorden "universele bijval", en een 6,9 van het publiek.
In The New York Times prees James Poniewozik de serie en noemde die 'adembenemend' en 'een zorgvuldig gemaakte en geobserveerde mural die de kiem van het hedendaagse Amerika ontdekt in het streven van rechtschapen gekke vrouwen'. Hij roemde ook de cast, waarbij Cate Blanchett ('Haar slotscène, woordeloos en verwoestend, zou er net zo goed op uit kunnen draaien dat Blanchett een Emmy krijgt op het scherm'), Tracey Ullman ('Ullman is tsunamisch als Friedan, de uitgesproken Feminine Mystique-auteur, nu razend naar relevantie op de huidige feminismegolf'), en Margo Martindale ('... een tornado met een hoed, een pikant grappige brok persoonlijkheid') eruit werden gepikt.
Judy Berman (Time) beoordeelde de serie positief. "Bedenker Dahvi Waller, wier ervaring als schrijver voor Mad Men en Halt and Catch Fire duidelijk naar voren komt in Mrs. America's levendige, complexe weergave van het recente verleden van ons land". Berman prees ook de schrijvers: "Deze mate van morele, politieke en filosofische complexiteit is wat Mrs. America onderscheidt van zoveel andere recente dramatiseringen van voorbije vrouwenbewegingen".
Inkoo Kang noemde de serie in The Hollywood Reporter "een geweldig uitgevoerde evenwichtsoefening" en concludeerde dat "het niet te ontkennen valt dat Mrs. America de geschiedenis tot leven laat komen, vol doordachte en pijnlijk echte details". Zij prijst ook het acteerwerk van de cast.

### Prijzen en nominaties
Mrs. America won in de categorie Best New Streaming Series (Drama) van de Hollywood Critics Association een Midseason Award. Daarnaast is de serie in vier categorieën genomineerd bij de Dorian Awards. En de 36th Television Critics Association Awards leverden drie nominaties op. Uzo Aduba won een Emmy Award voor haar bijrol – categorie vrouwelijke bijrol in een miniserie of televisiefilm – en Cate Blanchett was in dezelfde categorie genomineerd voor haar hoofdrol. Cate Blanchett ontving in 2020 voor haar hoofdrol in Mrs. America de Screen Actors Guild Award.